# 新大嶼山巴士36P線
新大嶼山巴士36P線是香港一條已取消的巴士路線，於香港迪士尼樂園施工期間提供服務，往來東涌市中心及竹篙灣，屬北大嶼山路線。

## 歷史
1999年，香港特別行政區政府正式落實在大嶼山東北的竹篙灣興建香港迪士尼樂園。經過一整年的填海和平整土地工序，2001年正式進入樂園的施工期。
由於竹篙灣本屬荒蕪之地，除可私人租賃船隻前往外，一般人士祇能在深井馬灣碼頭或青龍頭，分別乘船到大嶼山東北角的草灣、花坪村或打水灣，再越過山頭前往，路途相當崎嶇。有見大量工人將前往該地工作，運輸署批准開辦兩條巴士路線（36P線及P1線）往來竹篙灣工地與鄰近鐵路車站，當地因屬大嶼山範圍，兩線均由新大嶼山巴士負責營辦。
本線由2001年12月21日起投入服務，分別在星期一至星期六（公眾假期除外）早上、中午及傍晚提供來回共6班車，接載地盤員工往返東涌，成為史上首條往返竹篙灣的巴士路線。隨着樂園首階段工程在2005年中陸續完工，標誌着兩條往返竹篙灣工地的巴士路線任務完成，於該年8月20日最後一天運作後永久停駛。

## 服務時間
2001年12月21日起生效
逢星期一至星期六（公眾假期除外）
- 東涌市中心：07:30、12:15、17:45
- 竹篙灣　　：07:55、12:40、18:10

## 收費
2001年12月21日起生效
$7.0

## 行車資料
2001年12月21日起生效
- 全程里數：8公里
- 全程時間：約23分鐘

### 行車路線
東涌市中心 往 竹篙灣
- 達東路、富東街、翔東路、小蠔灣政府維修廠通道、翔東路、深豐路、翔東路、竹篙灣通道。

竹篙灣 往 東涌市中心
- 竹篙灣通道、翔東路、深豐路、翔東路、達東路、順東路、達東路。[2]

## 資料來源
- 新大嶼山巴士熱線 29849848